# Kanton Beaucourt
Het Kanton Beaucourt is een voormalig kanton van het departement Territoire de Belfort in Frankrijk. Het kanton maakte deel uit van het arrondissement Belfort tot het op 22 maart 2015 werd opgeheven en de gemeenten werden toegevoegd aan het aangrenzende kanton Delle.

## Gemeenten
Het kanton Beaucourt omvat de volgende gemeenten:
- Beaucourt (hoofdplaats)
- Croix
- Fêche-l'Église
- Montbouton
- Saint-Dizier-l'Évêque
- Villars-le-Sec